# Биківнянський провулок
Биківня́нський прову́лок — провулок у Деснянському районі міста Києва, селище Биківня. Пролягає від вулиці Радистів до Биківнянської вулиці та вулиці Дмитра Захарчука. 

## Історія
Провулок виник у 50-ті роки XX століття під назвою 4-та Нова вулиця. Сучасна назва — з 1957 року, від місцевості, якою він проходить.